# Kletterweltmeisterschaft 2018
Die Kletterweltmeisterschaft 2018 bezeichnen die vom 6. bis 16. September 2018 ausgerichteten Kletterweltmeisterschaften in Innsbruck. Es wurden die Disziplinen Leadklettern, Speedklettern, Boulder und Kombination sowie Paraclimbing ausgetragen.

## Veranstalter
Offizieller Veranstalter der IFSC Climbing World Championships Innsbruck Tirol 2018 war die Innsbruck Tirol 2018 Kletter-WM Veranstaltungs GmbH. Ausgerichtet wurde die WM vom Kletterverband Österreich in Kooperation mit dem Österreichischen Alpenverein. Die Einnahmen durch die Weltmeisterschaft betrugen 2,96 Mio. Euro und die Ausgaben beliefen sich auf 2,88 Mio. Euro.

## Austragungsort
Die Qualifikationsbewerbe fanden im Außenbereich des im Mai 2017 eröffneten Kletterzentrum Innsbruck KI statt, die Semifinal- und Finalbewerbe sowie die Schlussfeier hingegen in der Olympiahalle Innsbruck. Die Eröffnungsfeier und die Siegeszeremonien wurden am Marktplatz in Innsbruck abgehalten.

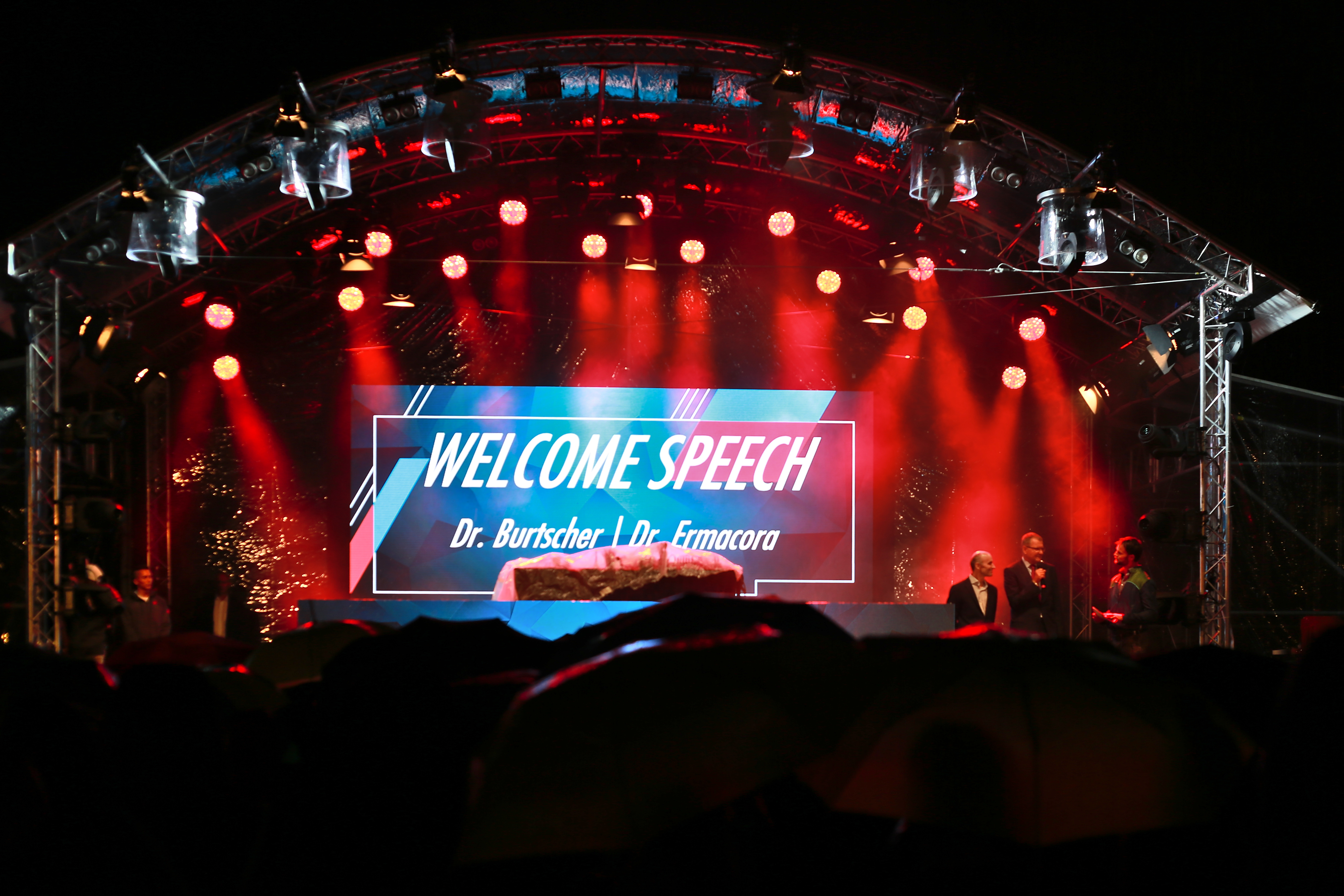
Eröffnungsrede am Marktplatz
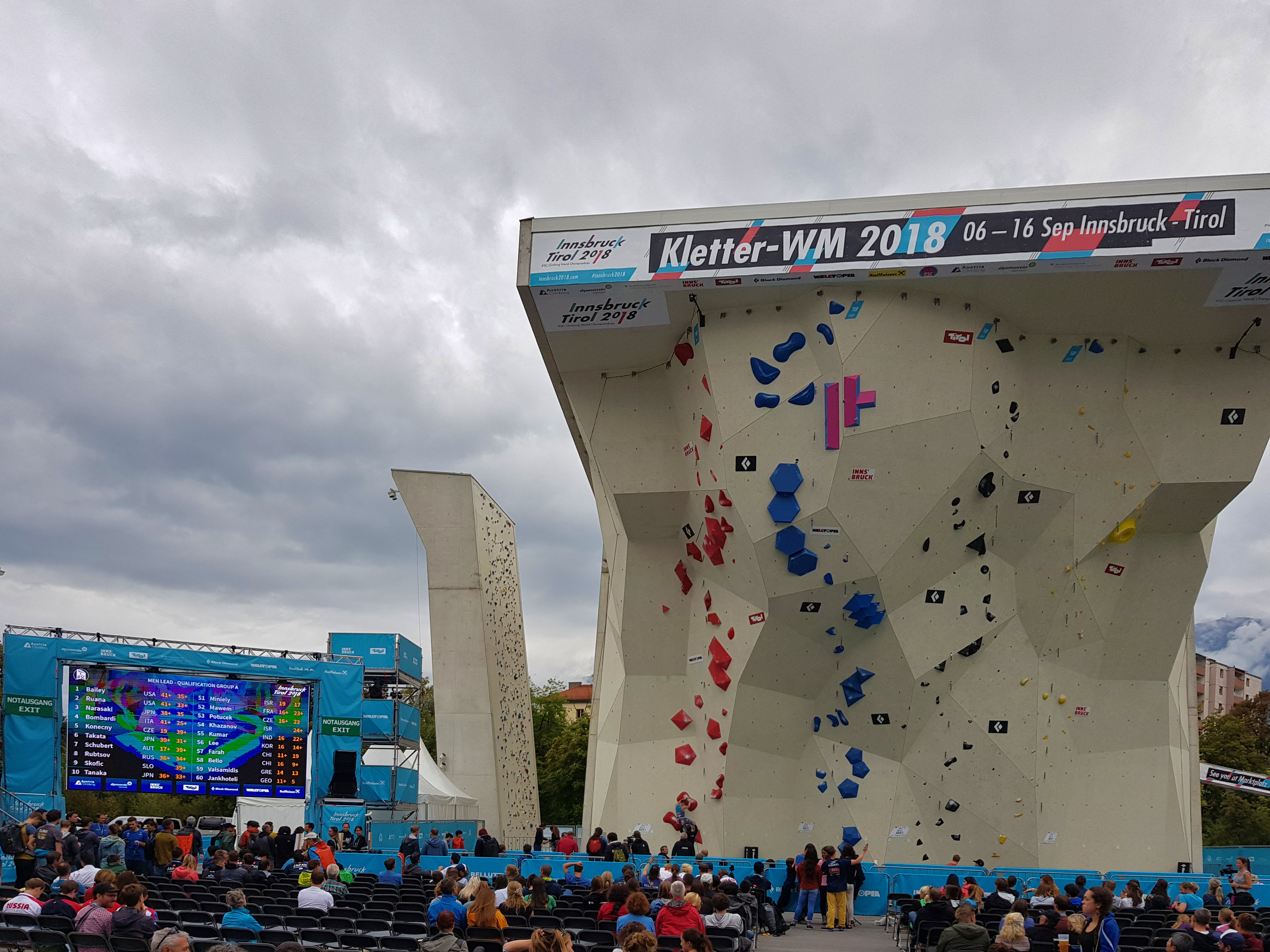
Qualifikation im Kletterzentrum Innsbruck
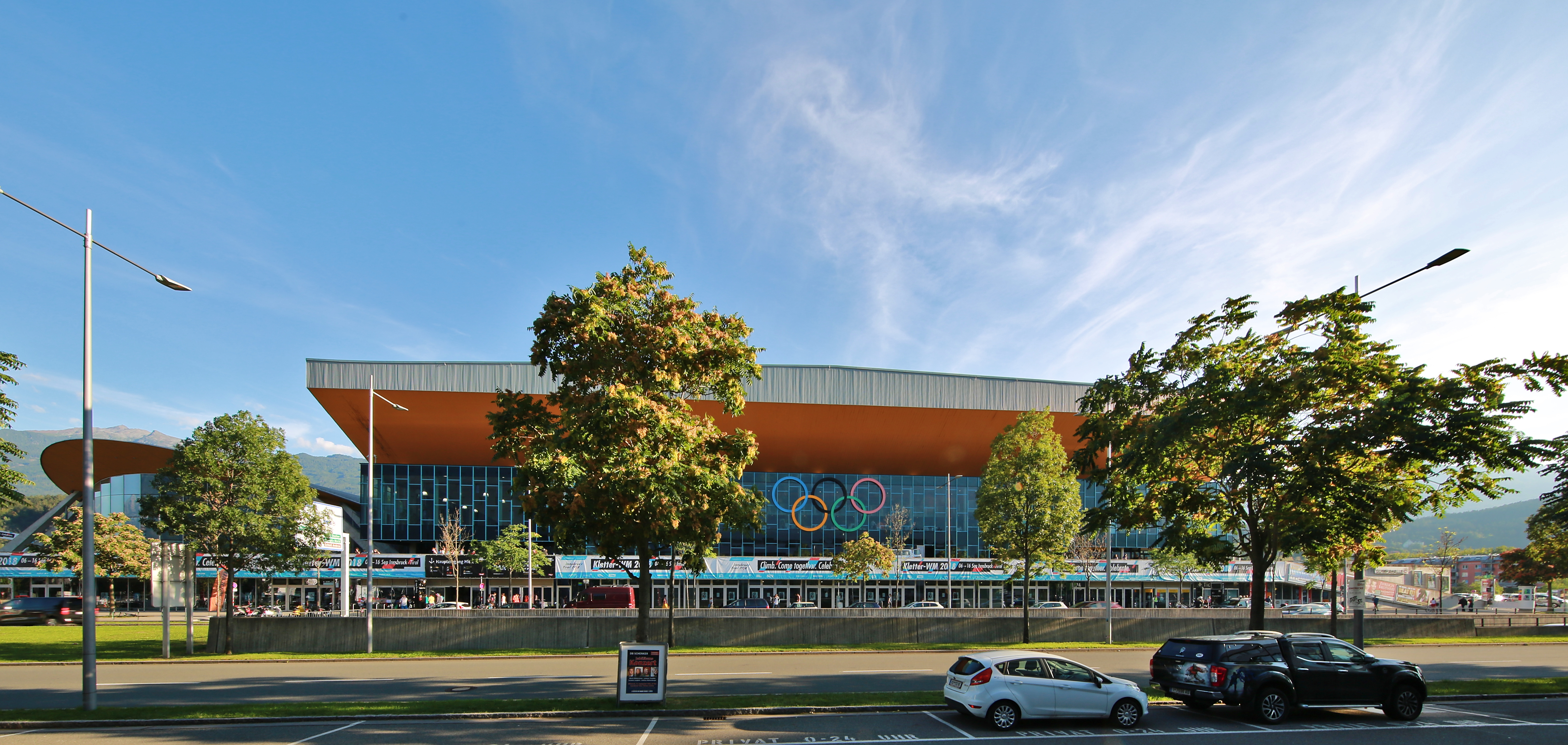
Finale in der Olympiahalle Innsbruck
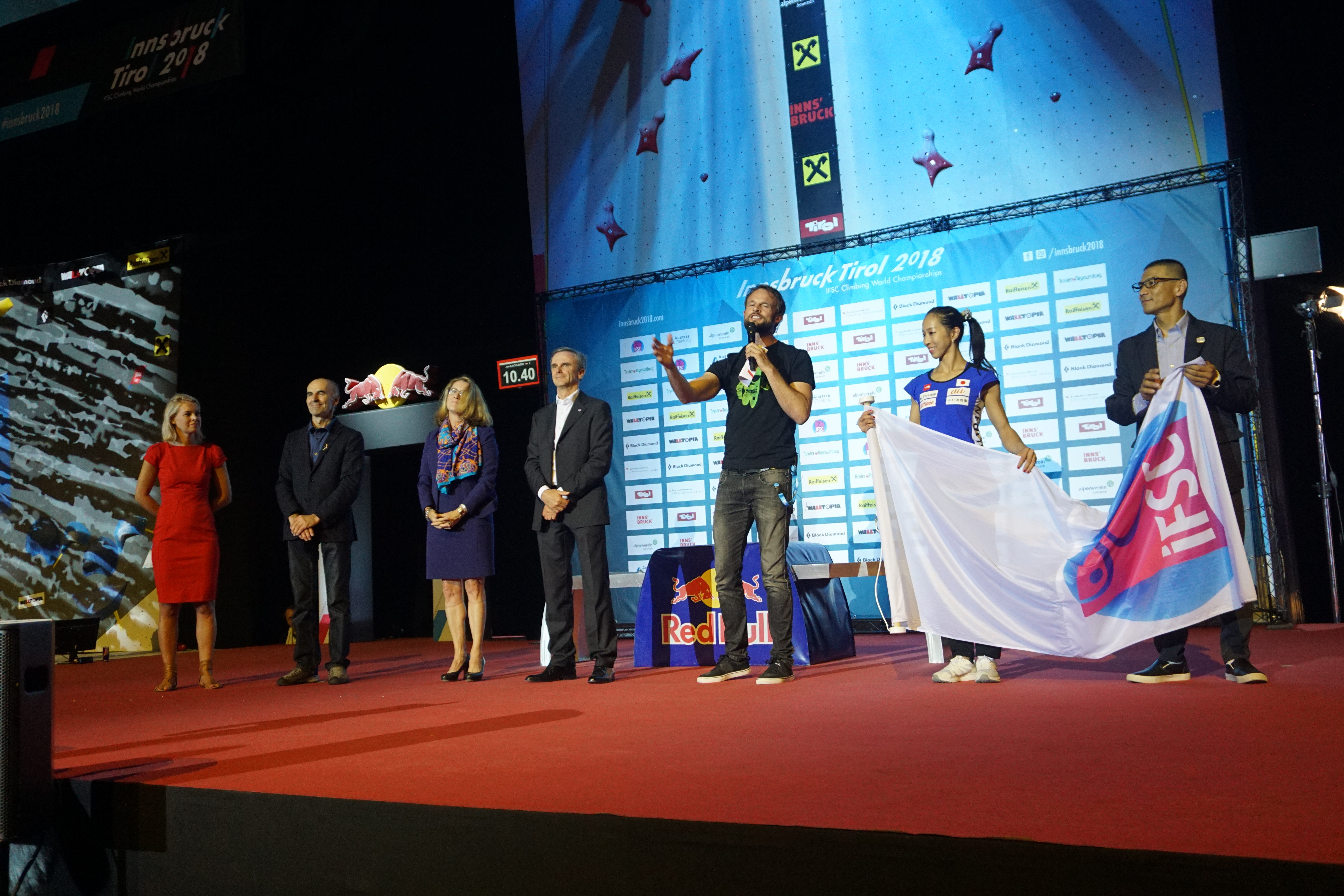
Closing Ceremony

## Resultate

### Leadklettern
Im Lead-Finale der Frauen erreichten  Jessica Pilz und  Janja Garnbret beide das Top; wegen der Gleichplatzierung im Semifinale wurde die Kletterzeit gewertet und Jessica Pilz gewann mit 11 Sekunden Vorsprung (vgl. IFSC-Regeln). Bei den Herren erreichten  Jakob Schubert und   Adam Ondra beide 36+ Punkte; die Semifinal-Punkte (38+ bzw. 34) entschieden zwischen Platz 1 und 2 („Countback“).
|        | Finale       | Sieger         | Zweiter        | Dritter         |
| ------ | ------------ | -------------- | -------------- | --------------- |
| Frauen | 8. Sep. 2018 | Jessica Pilz   | Janja Garnbret | Jain Kim        |
| Männer | 9. Sep. 2018 | Jakob Schubert | Adam Ondra     | Alexander Megos |

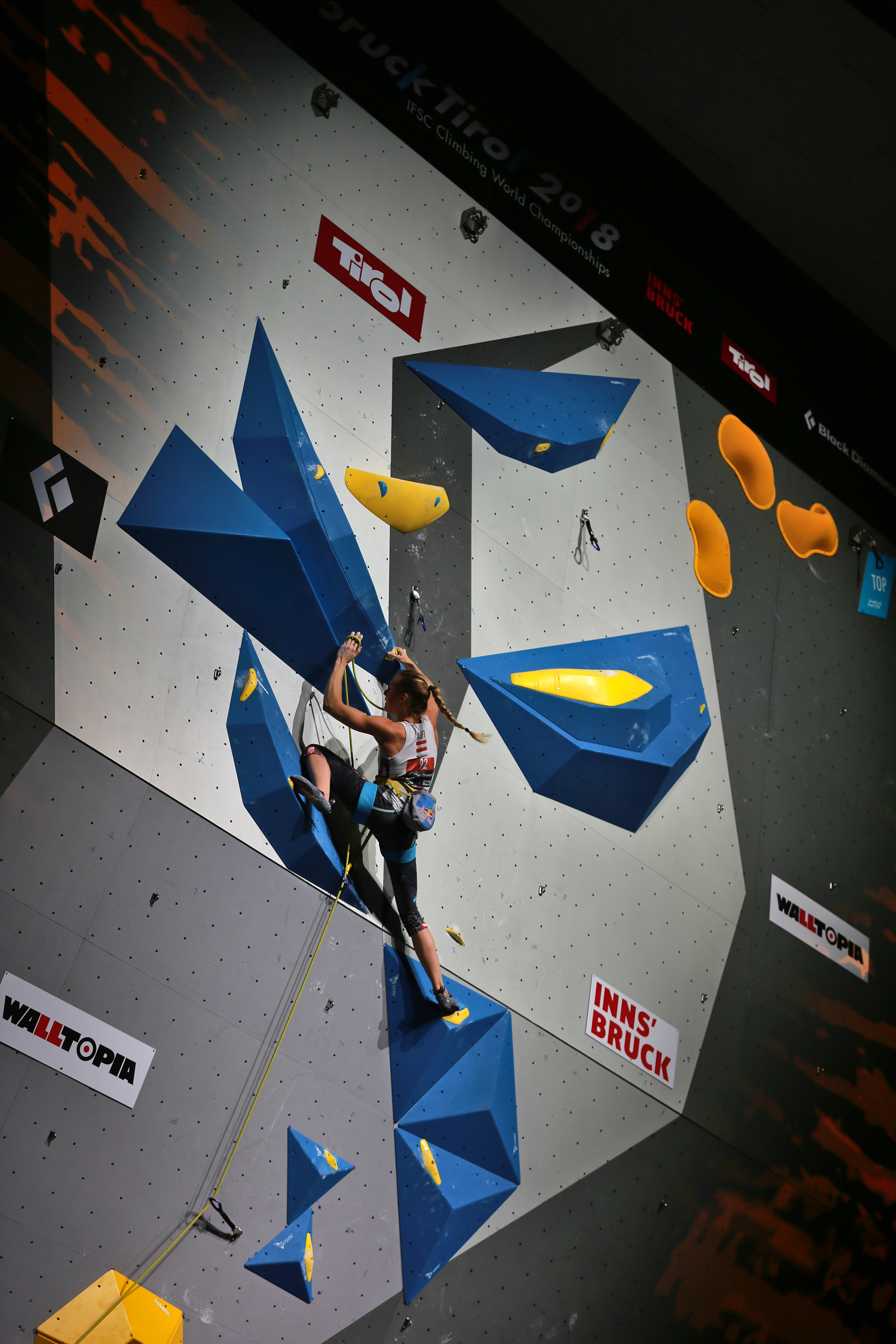
Jessica Pilz auf dem Weg zum Top
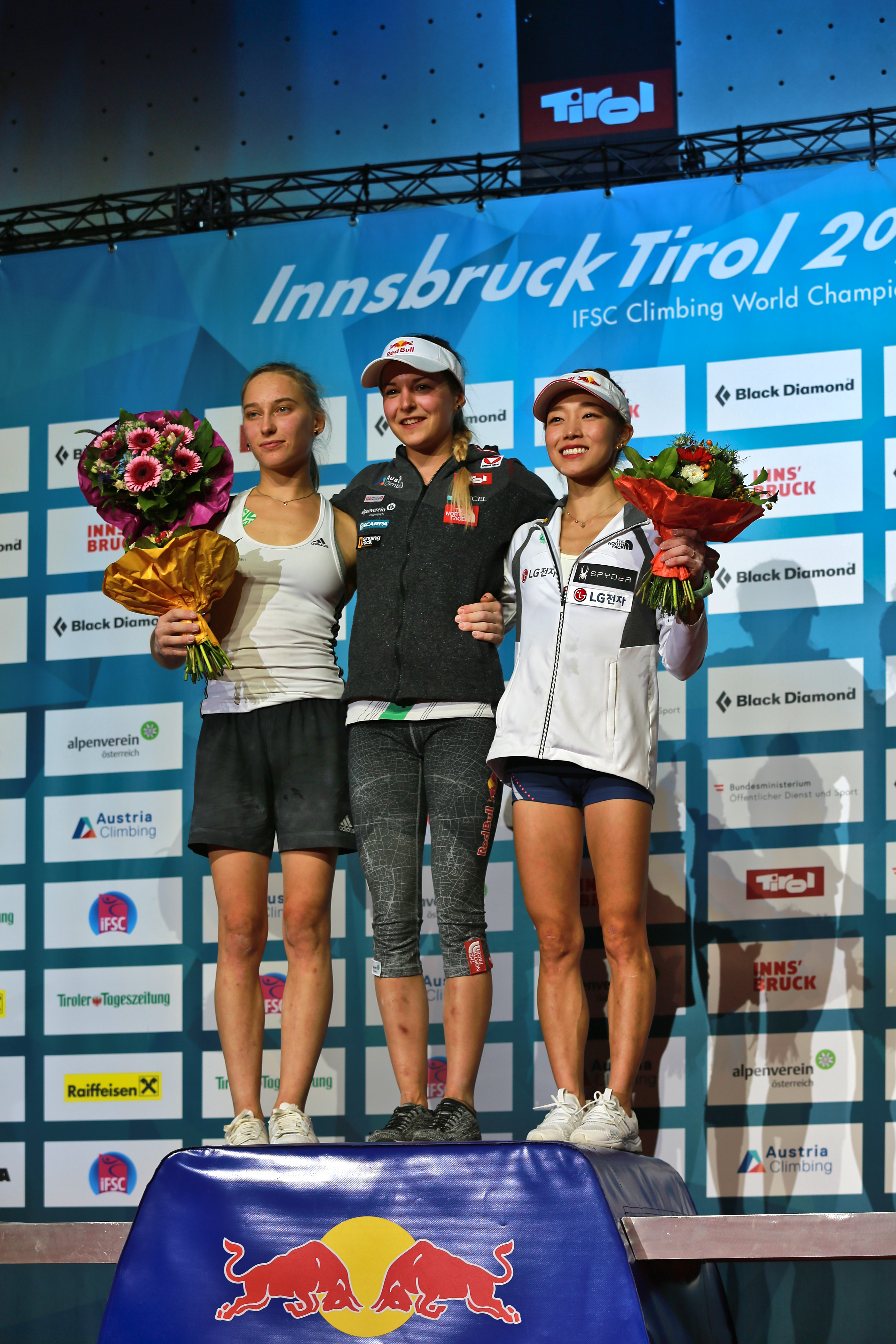
Gewinner bei den Frauen (v. l. n. r. Garnbret, Pilz, Kim)
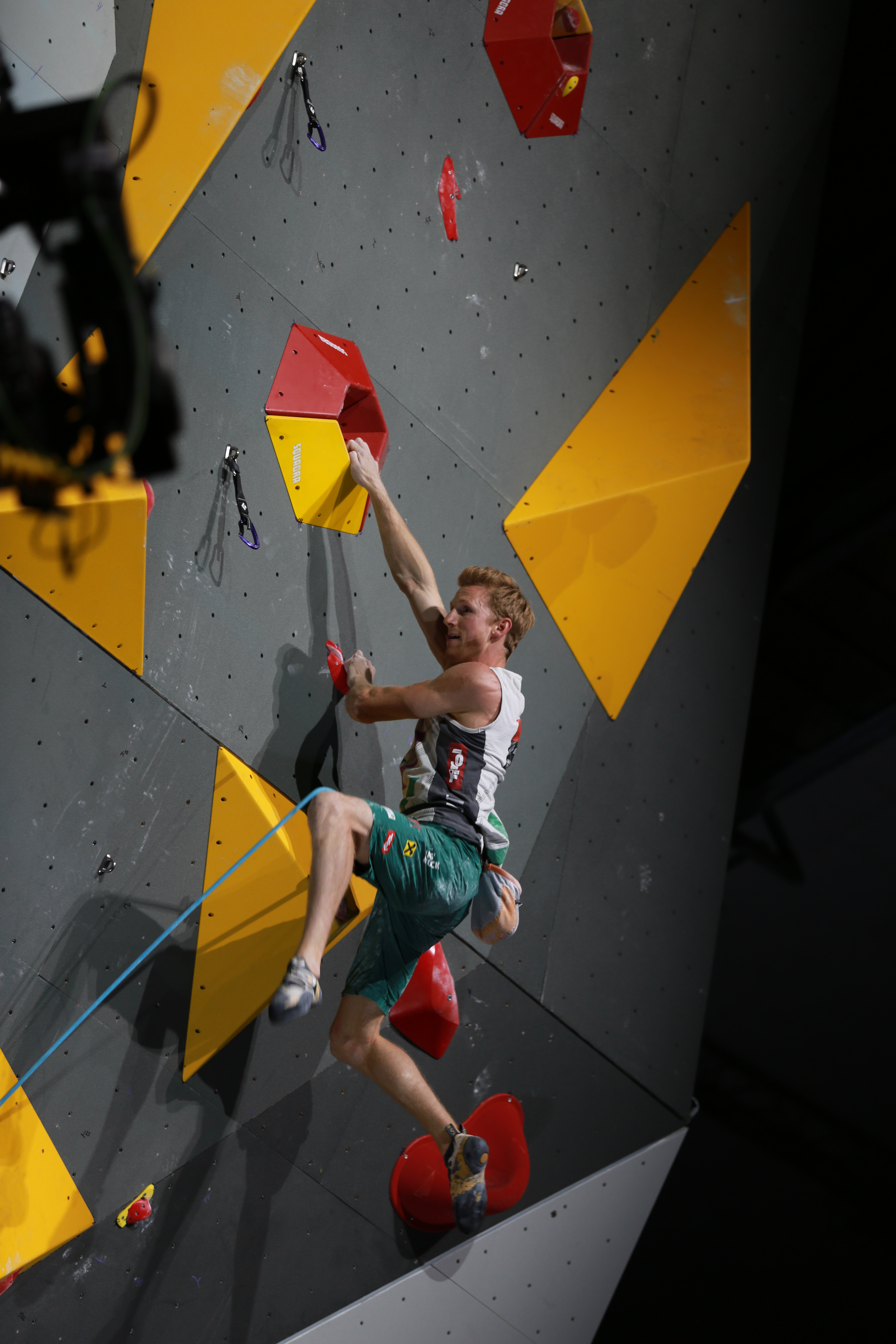
Jakob Schubert auf dem Weg zum Sieg
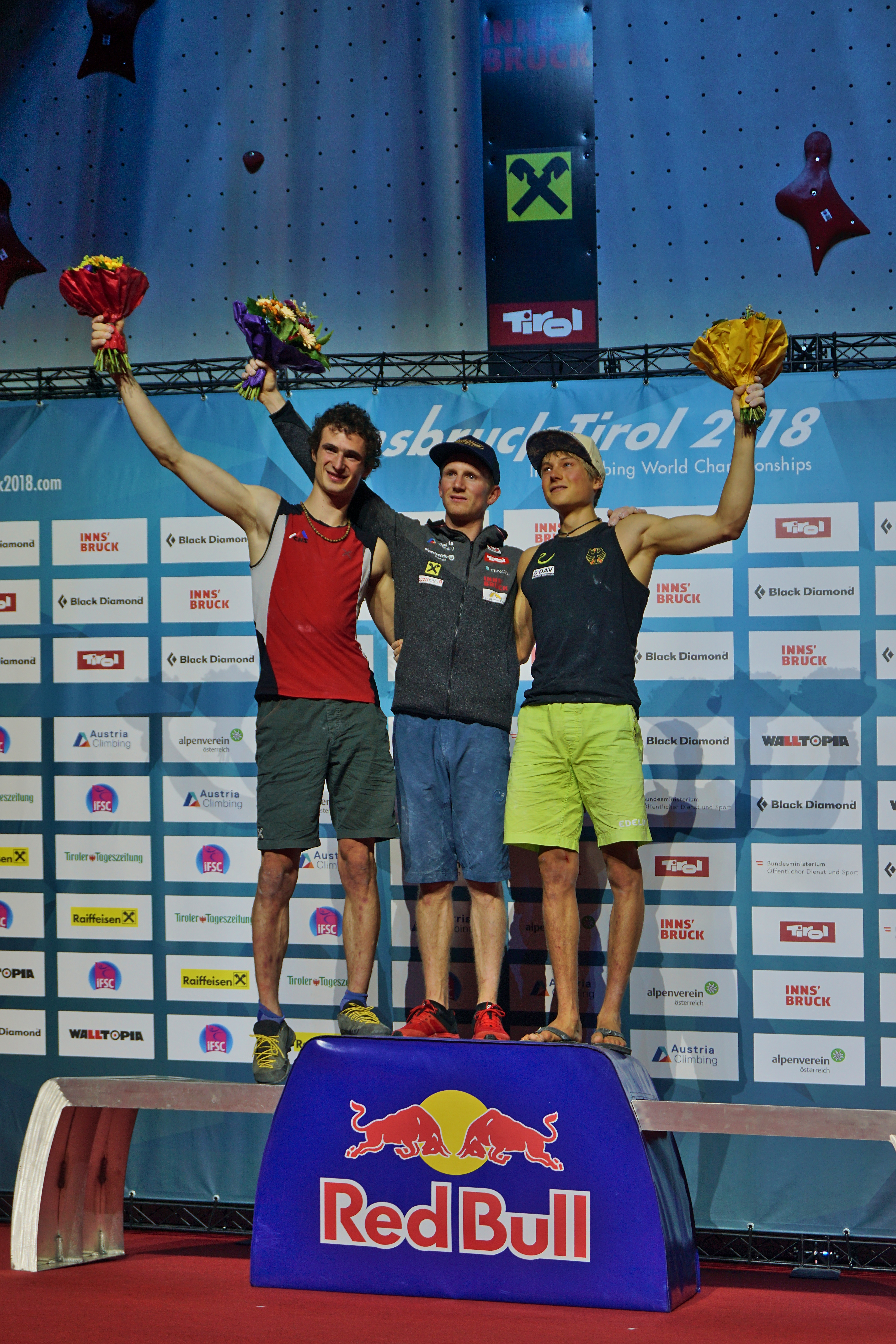
Gewinner bei den Herren (v. l. n. r. Ondra, Schubert, Megos)

### Speedklettern
Das Speedklettern wurde im K.-o.-System auf einer normierten 15 Meter hohen Route ausgetragen. Die schnellste Zeit bei den Frauen betrug 7,56 Sekunden und wurde im Finale von  Aleksandra Rudzinska geklettert, bei den Herren 5,61 Sekunden und wurde im Viertelfinale von  QiXin Zhong dargeboten.
|        | Finale        | Sieger                    | Zweiter     | Dritter           |
| ------ | ------------- | ------------------------- | ----------- | ----------------- |
| Frauen | 13. Sep. 2018 | Aleksandra Rudzińska      | Anna Brożek | Marija Krasawina  |
| Männer | 13. Sep. 2018 | Reza Alipourshenazandifar | Bassa Mawem | Stanislaw Kokorin |

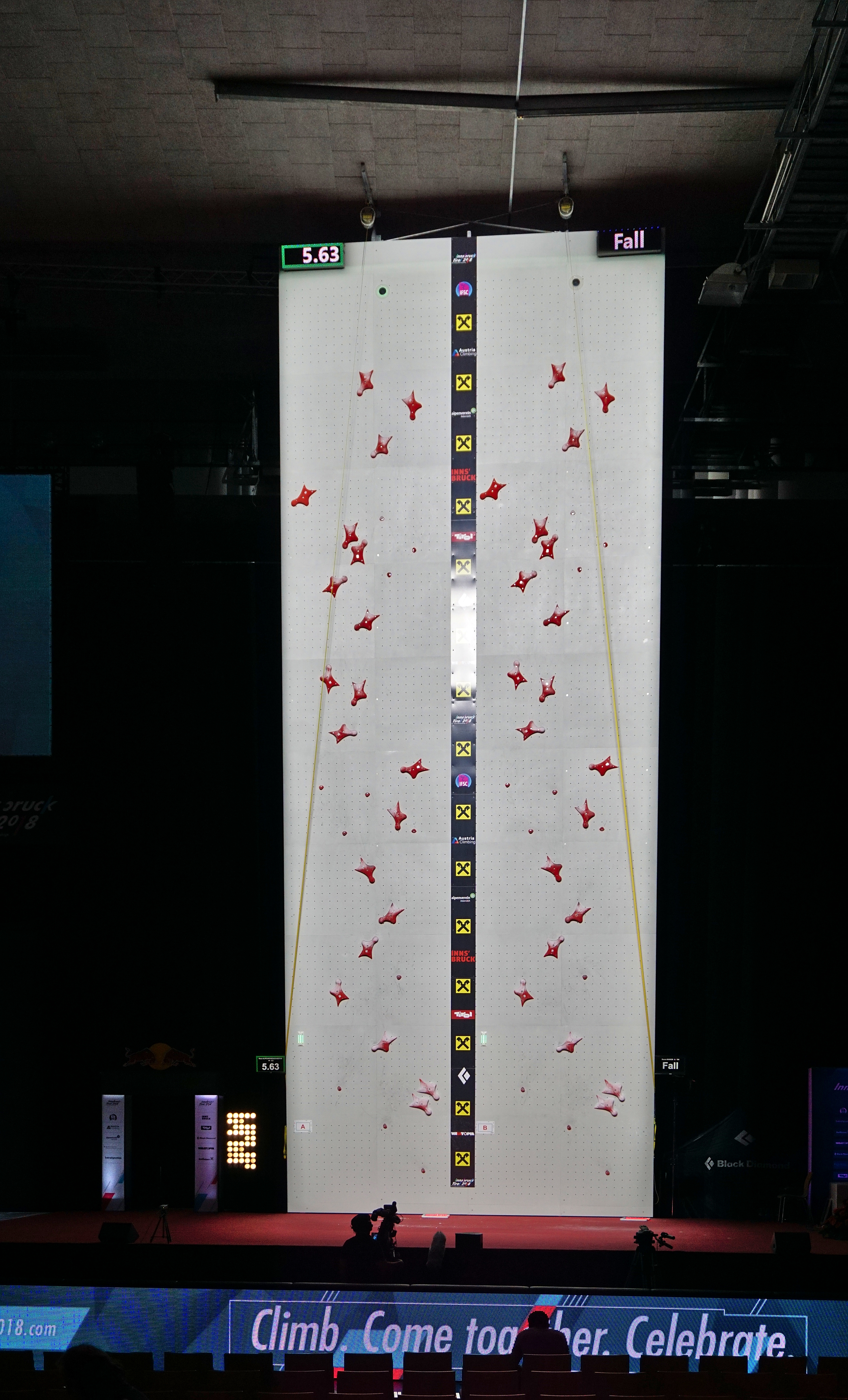
Route
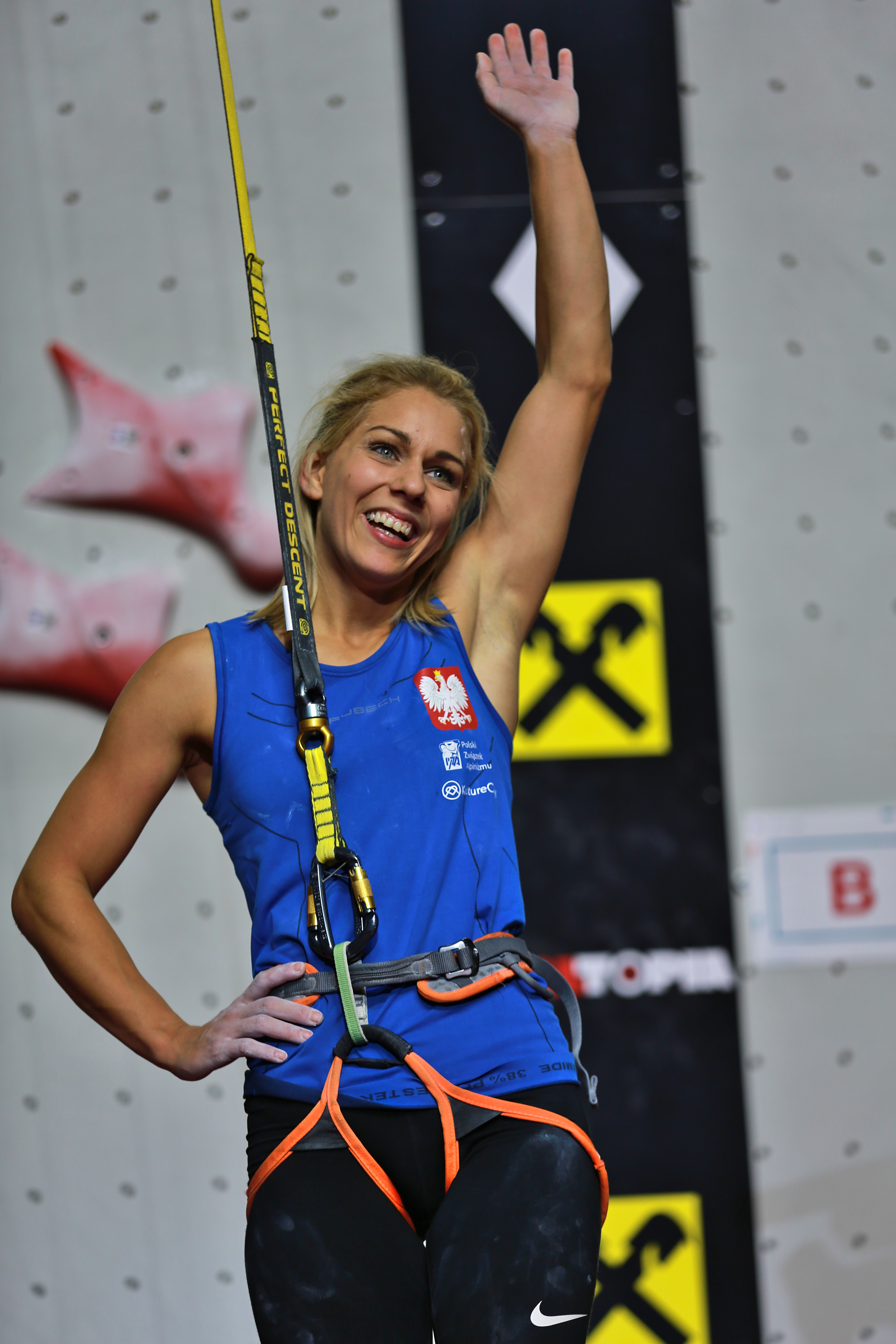
Rudzinska gewinnt
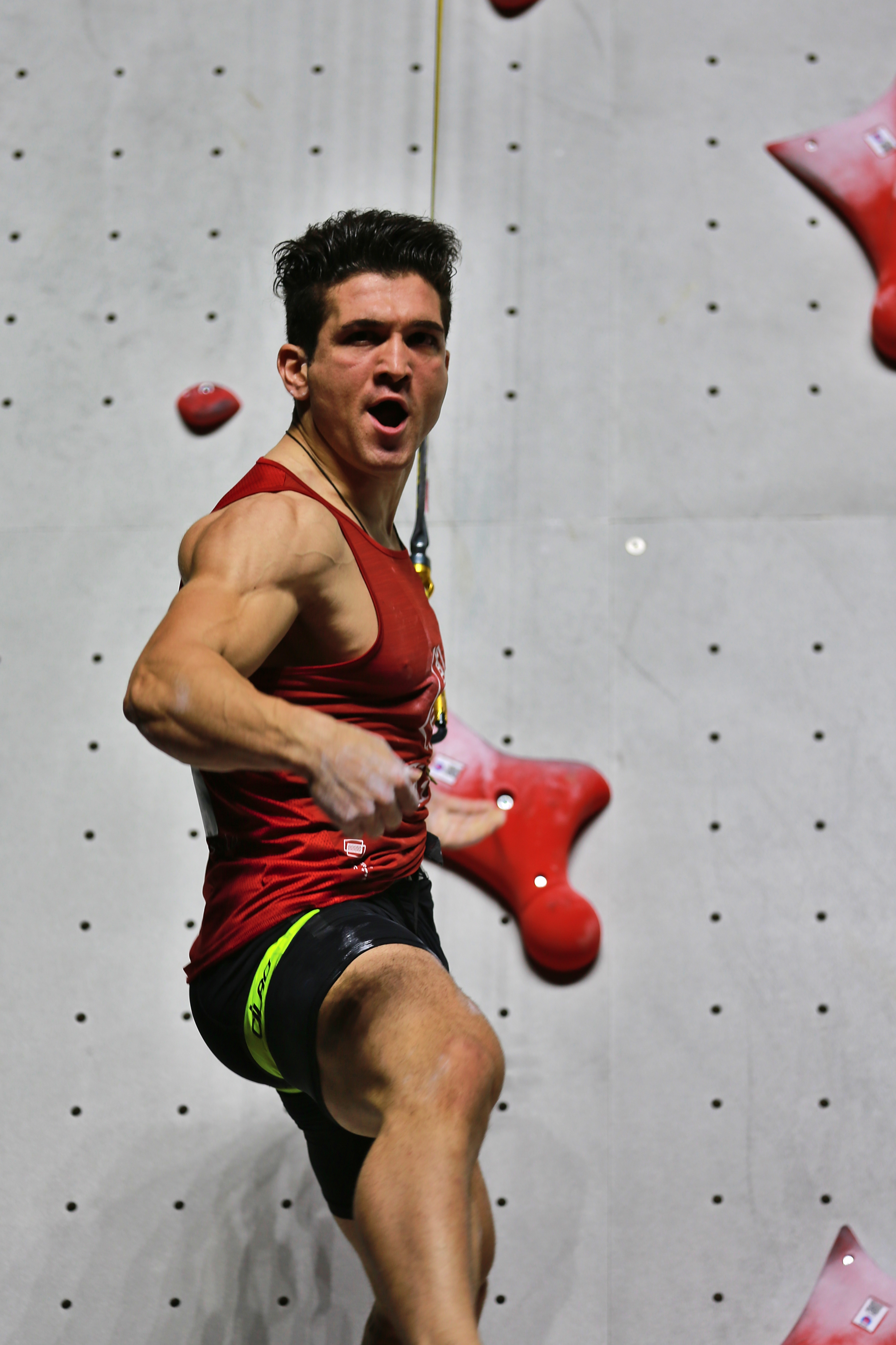
Alipourshenazandifar gewinnt
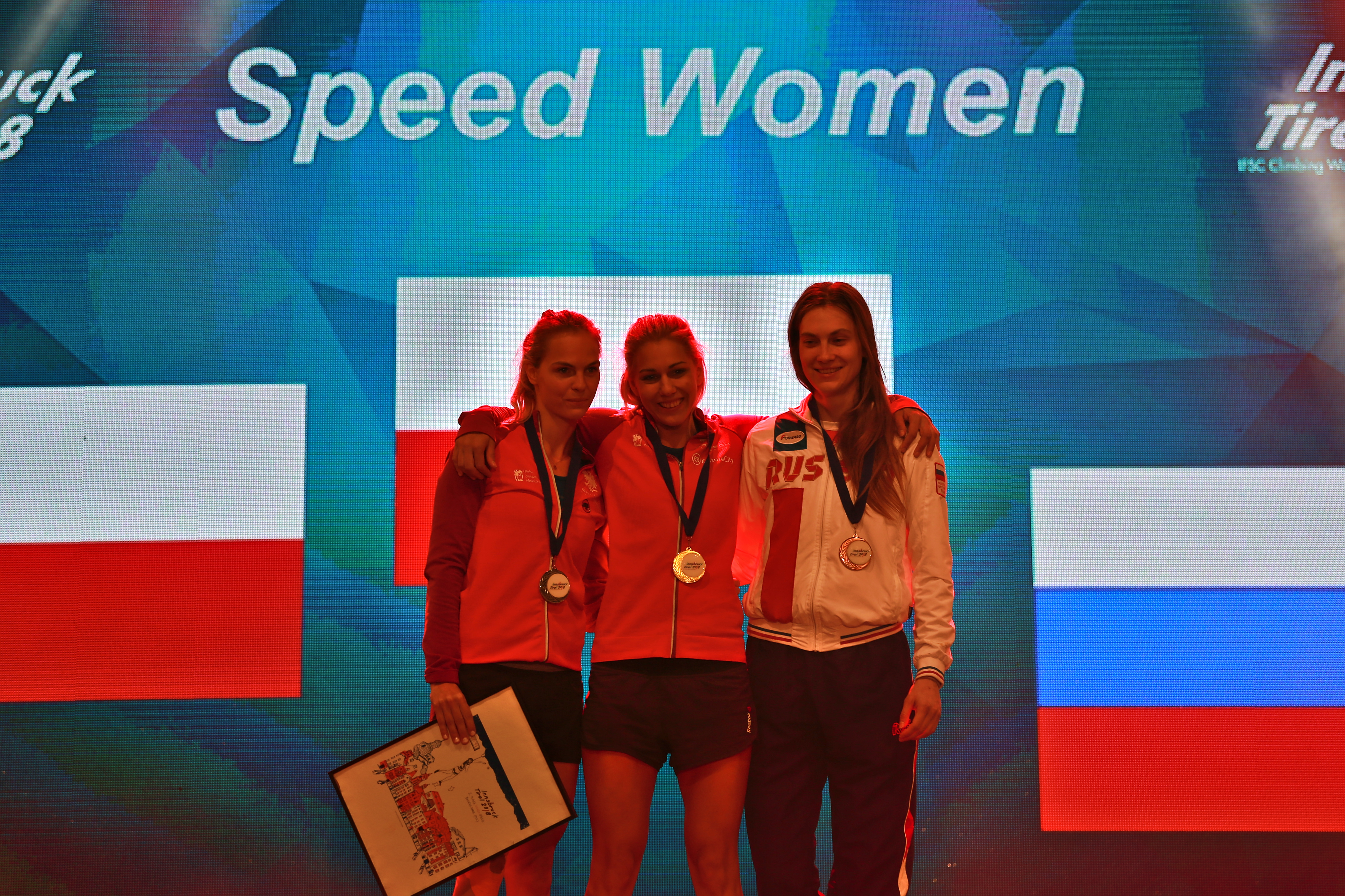
Medaillen für Speed-Siegerinnen
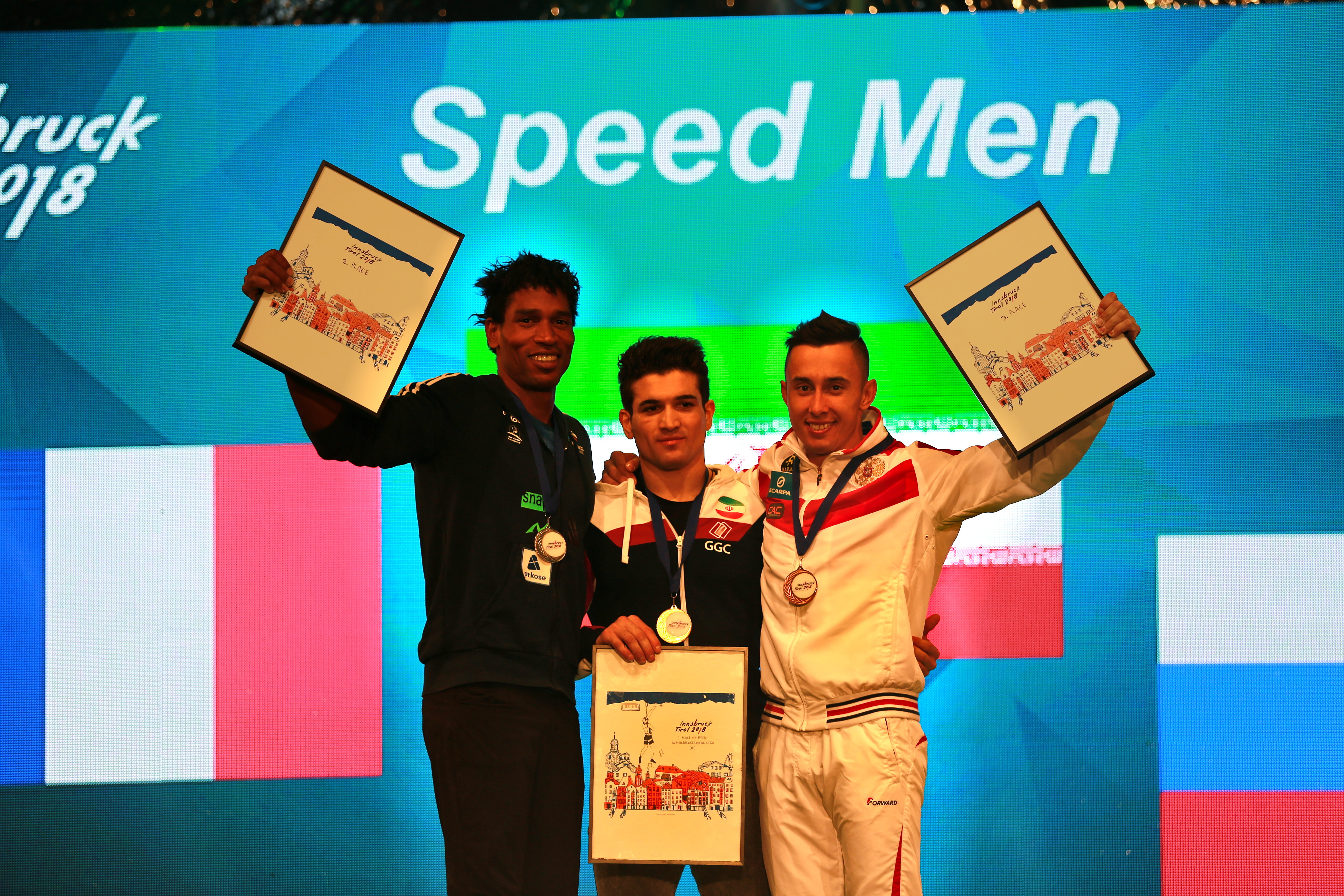
Medaillen für Speed-Sieger

### Bouldern
|        | Finale        | Sieger         | Zweiter       | Dritter        |
| ------ | ------------- | -------------- | ------------- | -------------- |
| Frauen | 14. Sep. 2018 | Janja Garnbret | Akiyo Noguchi | Staša Gejo     |
| Männer | 15. Sep. 2018 | Kai Harada     | Chon Jongwon  | Gregor Vezonik |

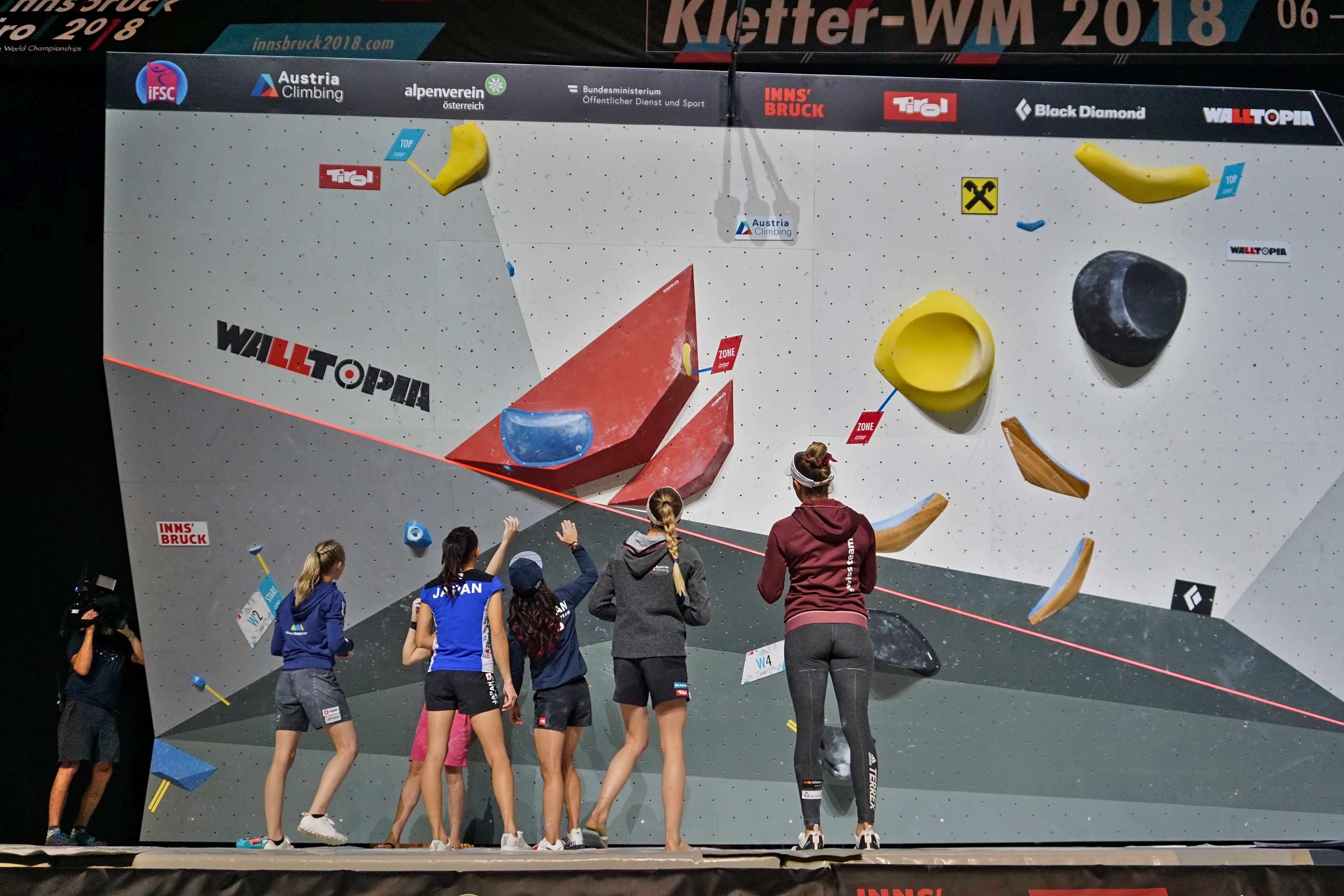
Besichtigung Frauen-Final-Boulder
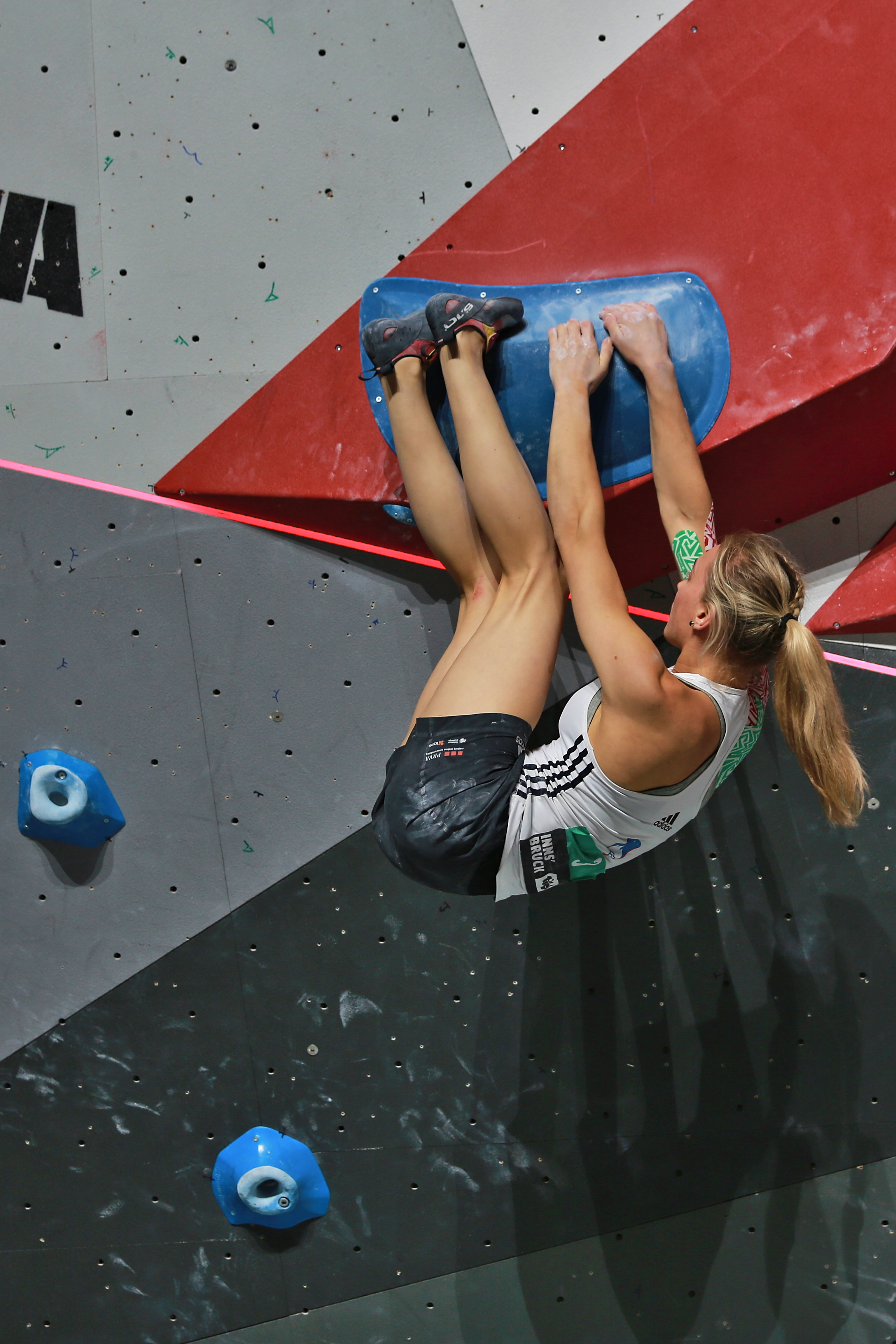
Garnbret auf Final-Boulder 2
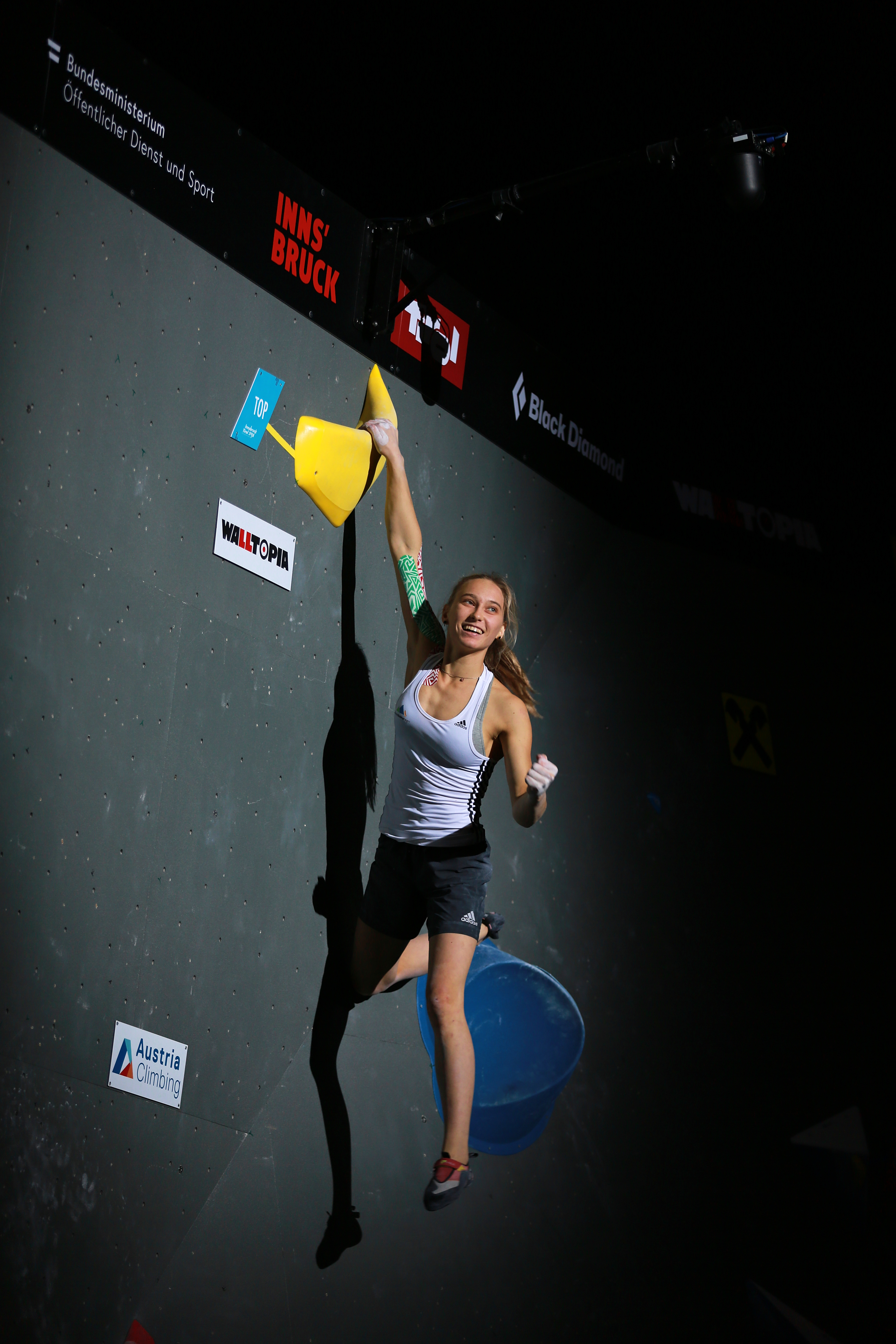
Garnbret toppt Final-Boulder 3
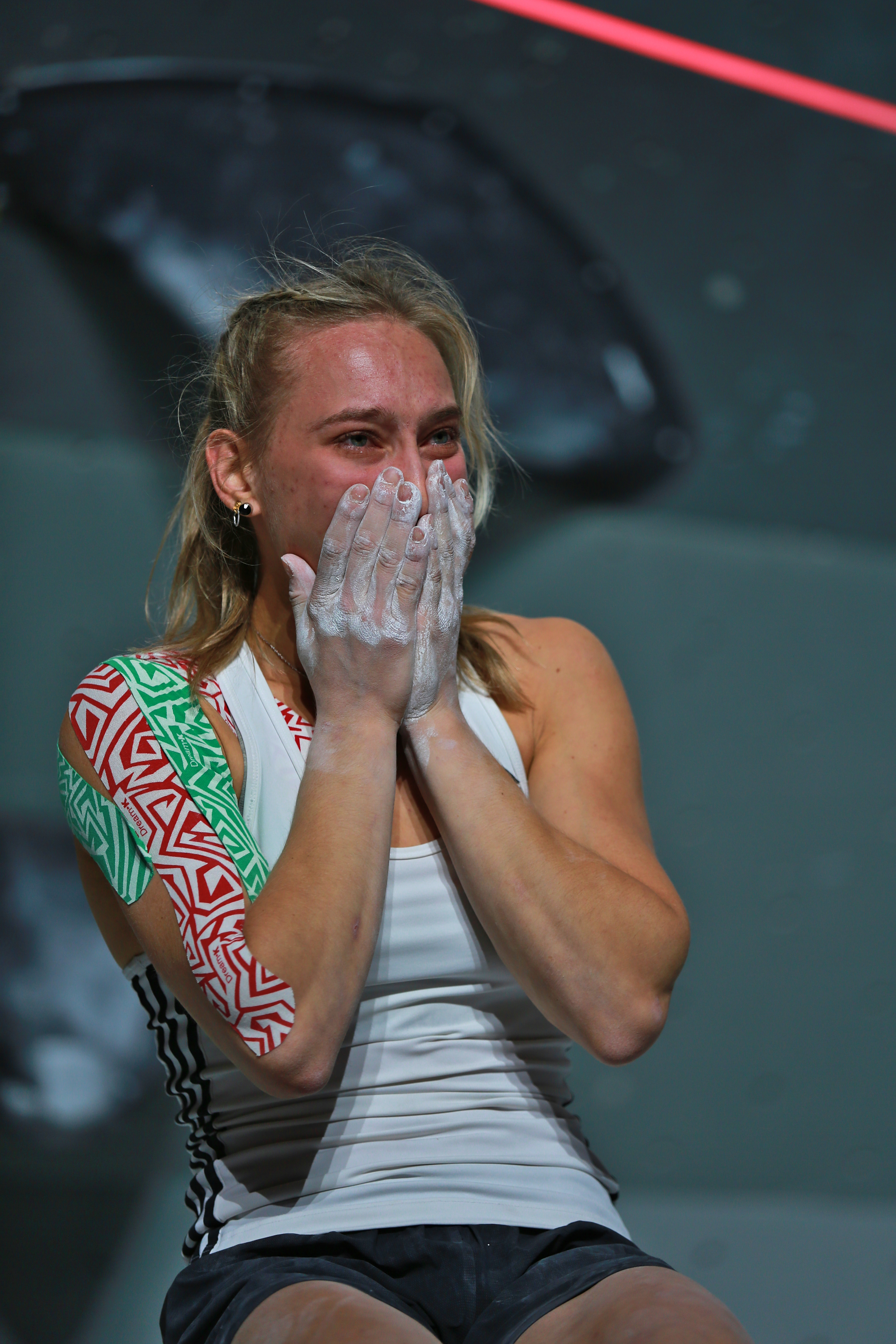
Siegesfreude (Garnbret)
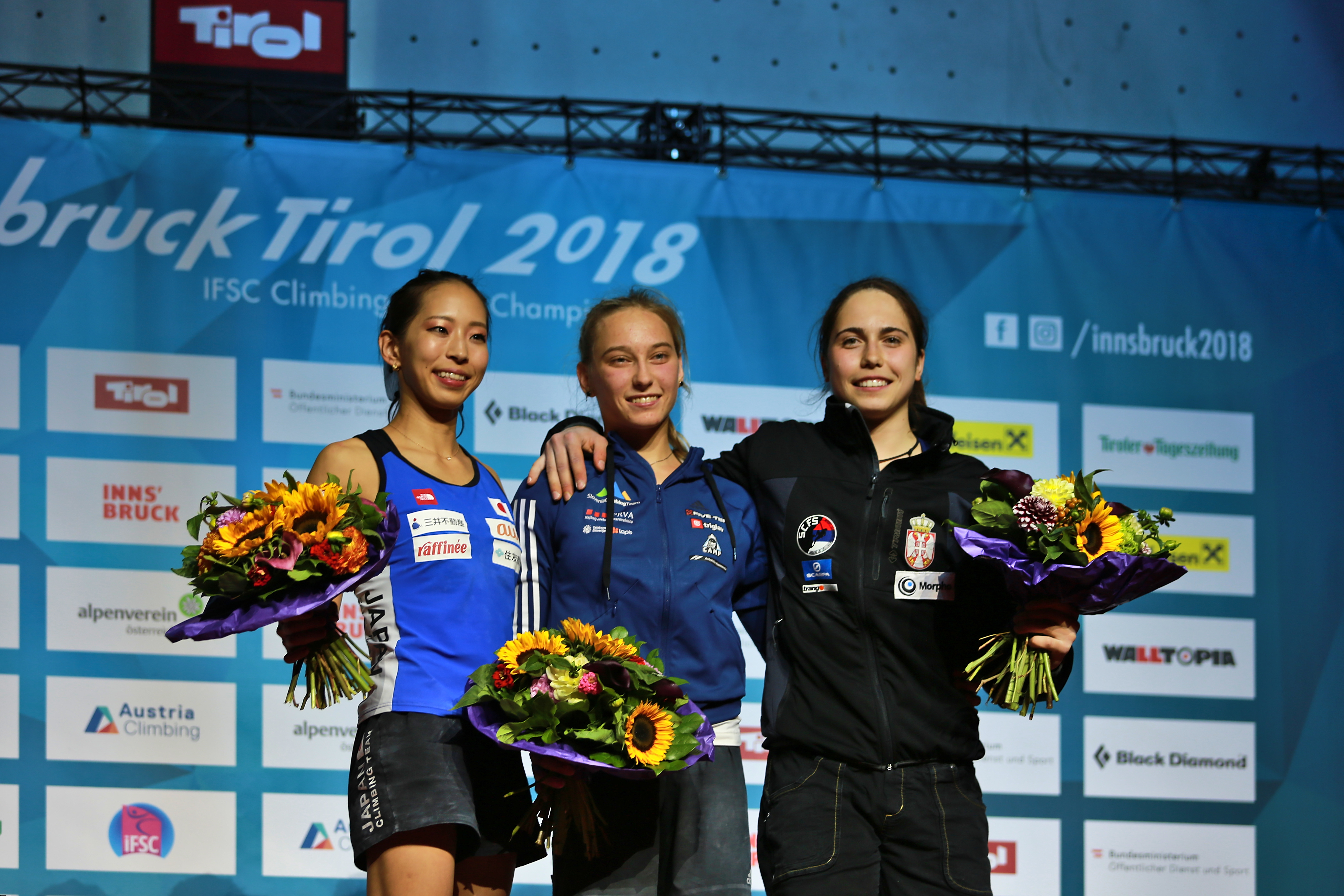
Gewinner bei den Frauen (v. l. n. r. Noguchi, Garnbret, Gejo)
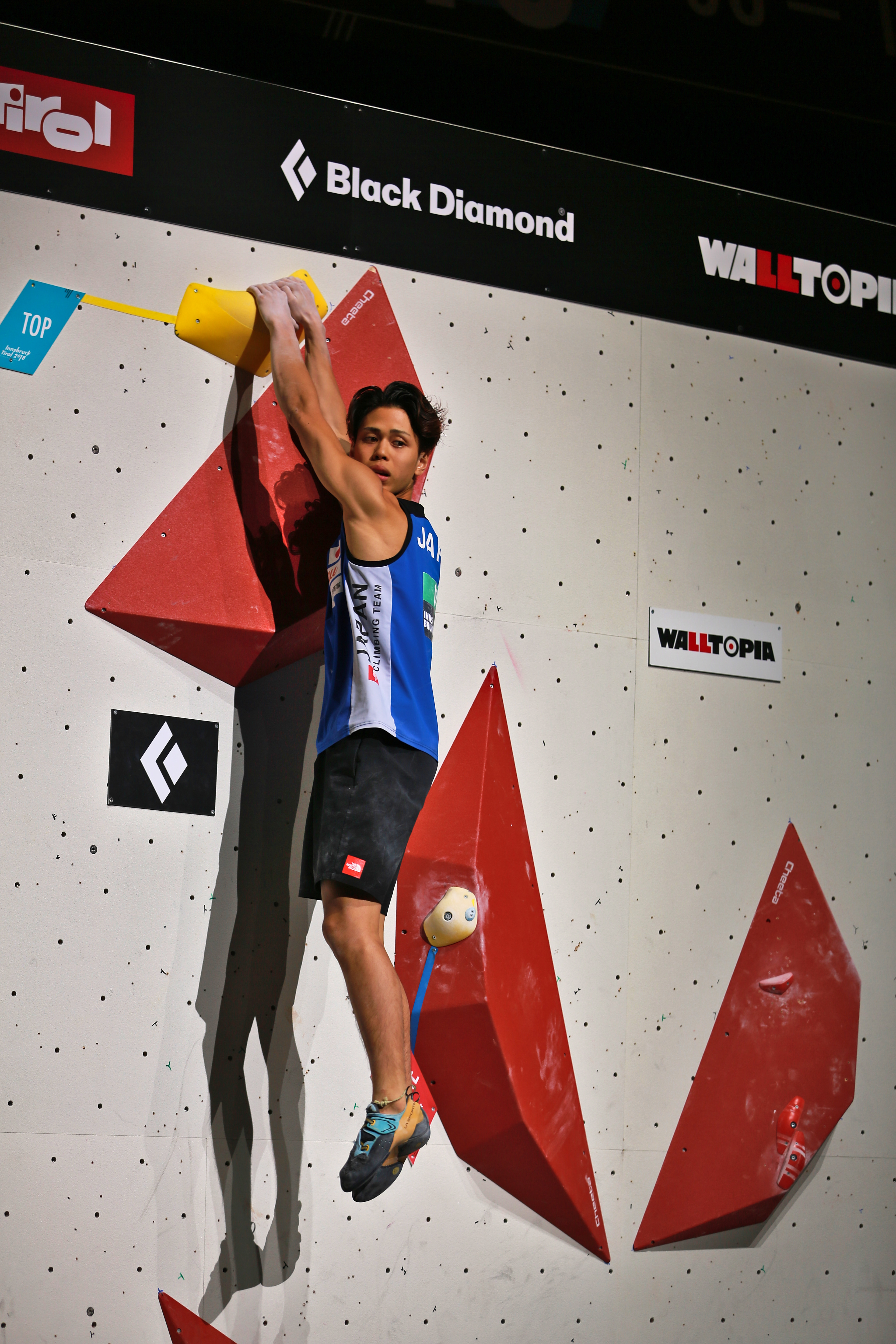
Harada toppt einen Final-Boulder
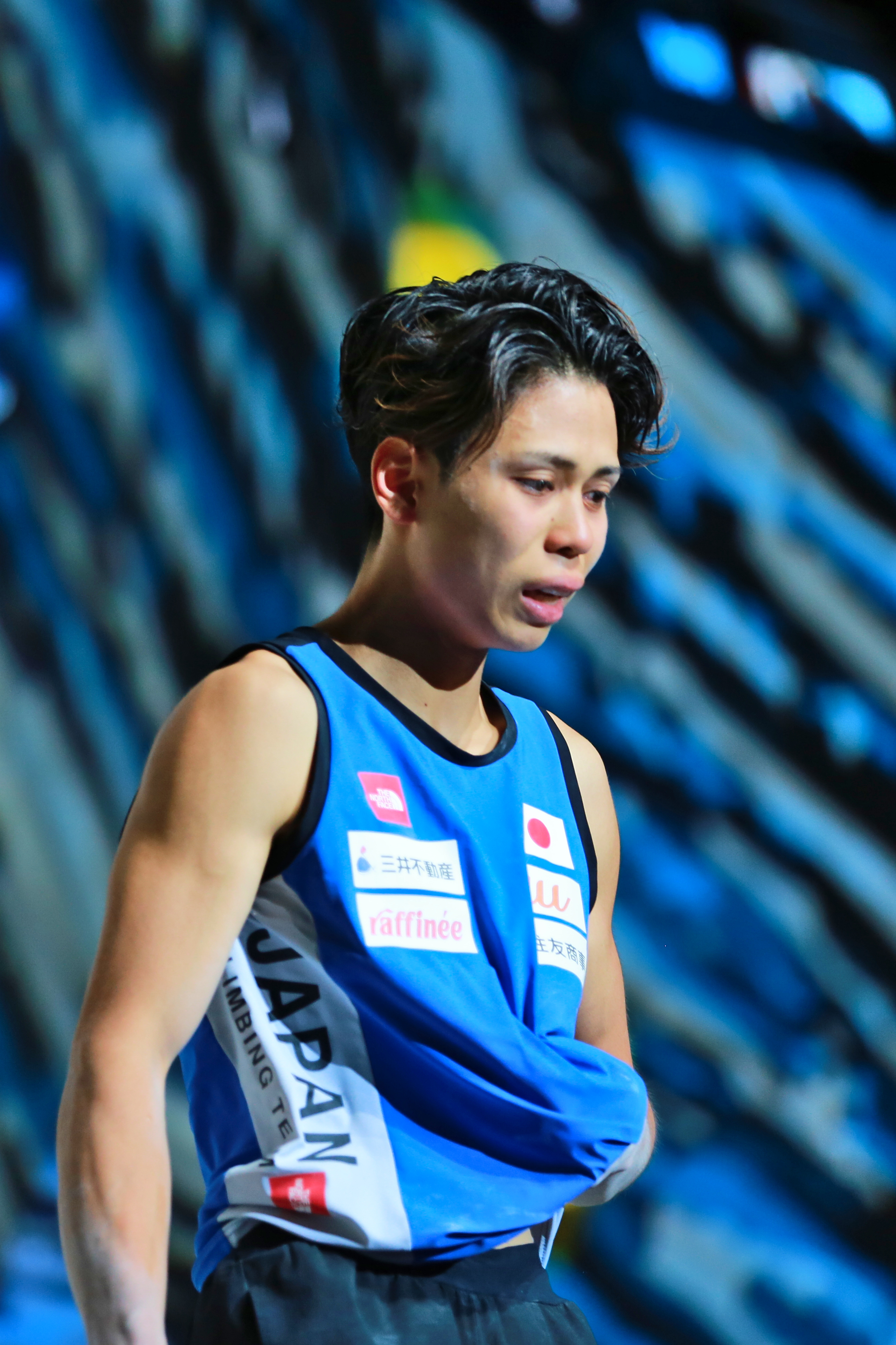
Siegesfreude (Harada)
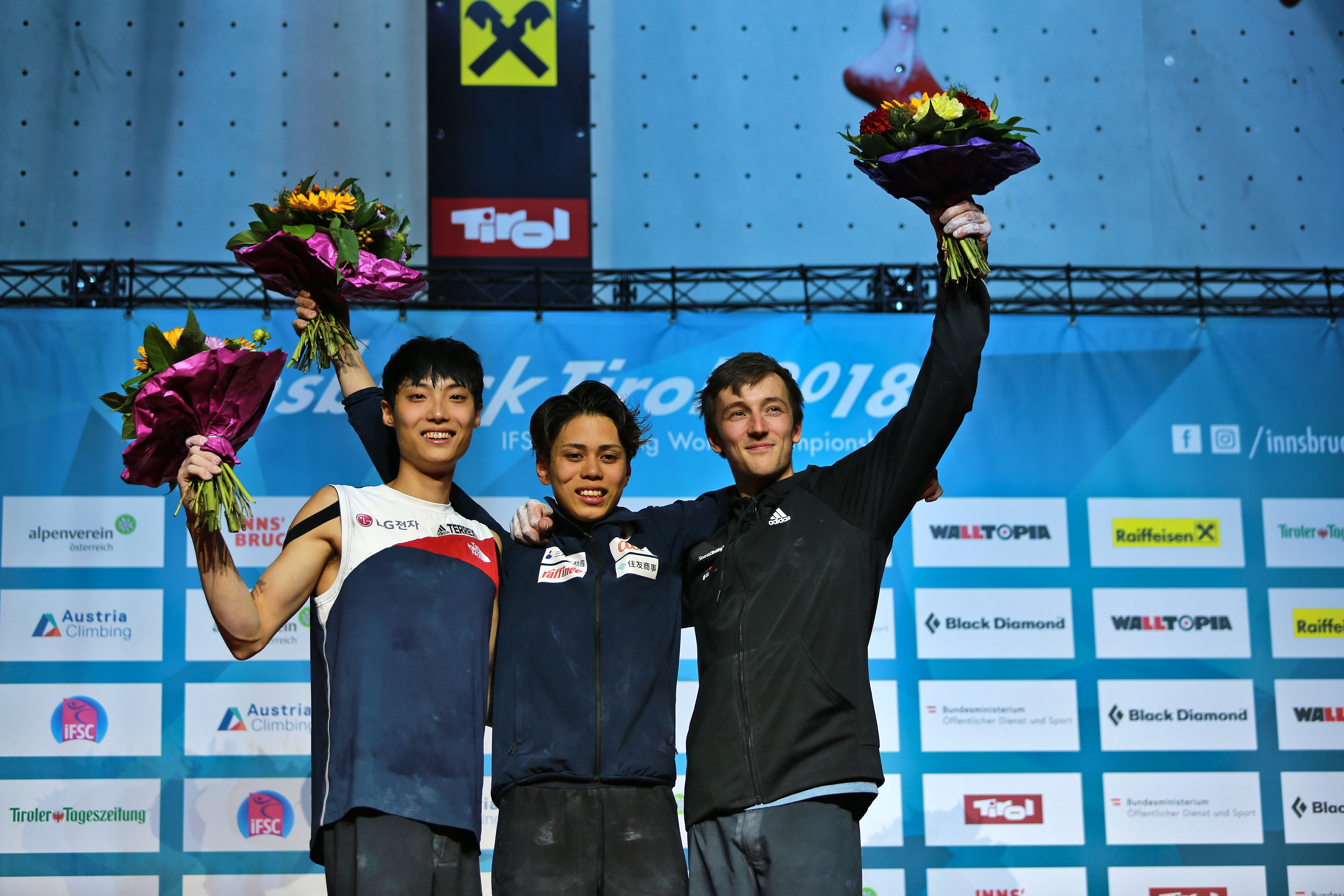
Gewinner bei den Männern (v. l. n. r. Chon, Harada, Vezonik)

### Kombination
Die Disziplin Kombination wurde zur Aufnahme von Sportklettern bei den Olympischen Spielen konzipiert. Das Regelwerk wurde von sieben Kletterverbänden entworfen und im März 2017 ratifiziert. Auf internationaler Ebene wird die Kombination außerdem bei den Olympischen Jugend-Sommerspielen 2018 ausgetragen; die Kletterweltmeisterschaft 2018 war die zweite internationale Veranstaltung nach der Jugend- & Junioren-Weltmeisterschaft 2017.
In der Kombination werden die Einzeldisziplinen Speed, Boulder und Lead in dieser Reihenfolge geklettert. Jede dieser Disziplinen wird nach den IFSC-Regeln ausgewertet; die Kombinationswertung ergibt sich als Produkt aus den Platzierungen in den drei Disziplinen; der Kletterer mit der kleinsten Zahl gewinnt.
Aus den Ergebnissen der bereits abgeschlossenen Einzelwettbewerben wurden sechs Frauen und sechs Männer für das Finale ermittelt. Diese kletterten am 16. September 2018 ein Speed-K.o.-Finale, vier Boulder sowie eine Vorstiegsroute. Bei den Frauen gewann  Janja Garnbret mit 5 Punkten (=5×1×1; 5. im Speed, 1. im Boulder, 1. im Lead), bei den Männern  Jakob Schubert mit 4 Punkten (=2×1×2; 2. im Speed, 1. im Boulder, 2. im Lead).
|        | Finale        | Sieger         | Zweiter    | Dritter      |
| ------ | ------------- | -------------- | ---------- | ------------ |
| Frauen | 16. Sep. 2018 | Janja Garnbret | Sa Sol     | Jessica Pilz |
| Männer | 16. Sep. 2018 | Jakob Schubert | Adam Ondra | Jan Hojer    |

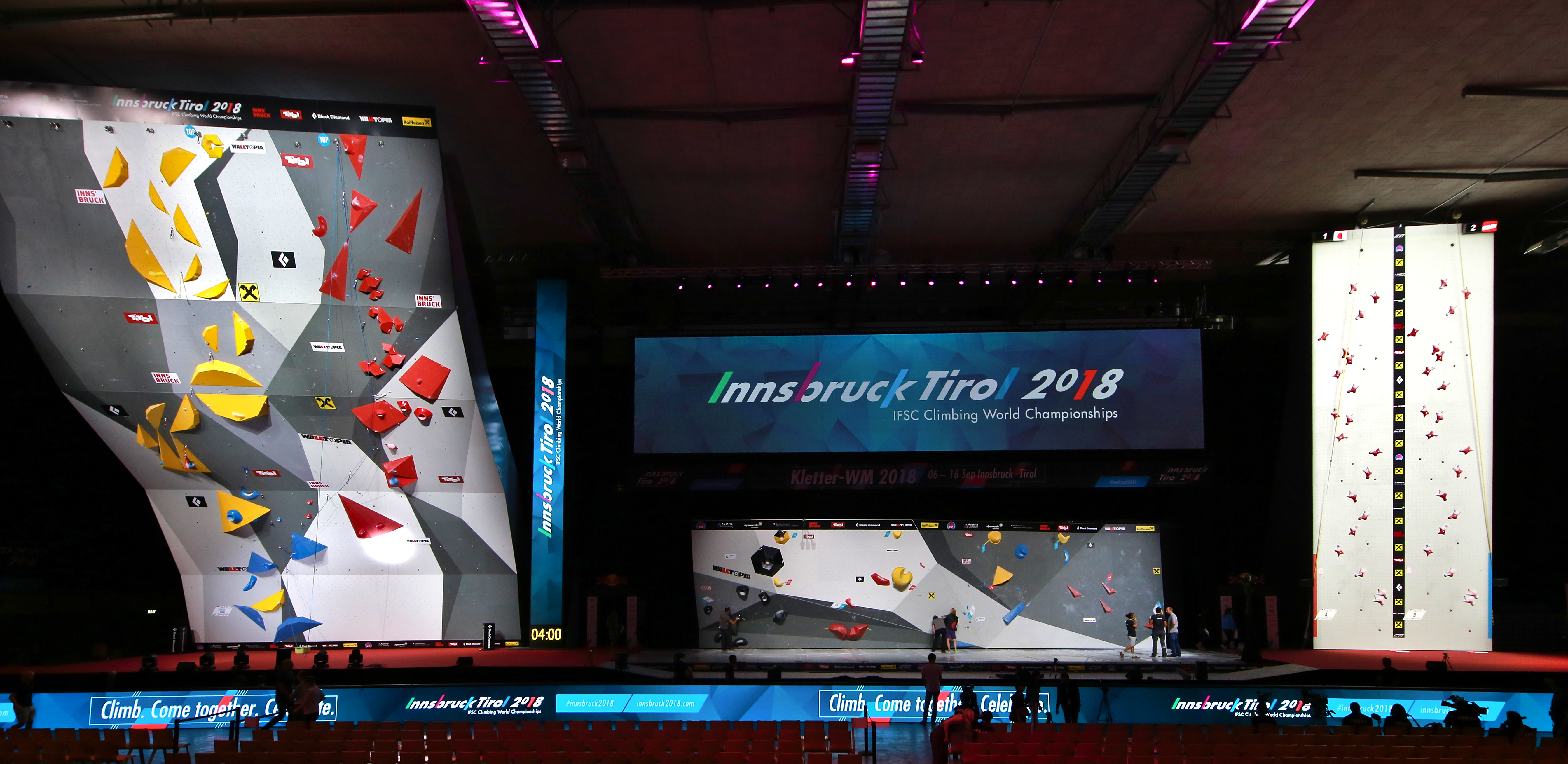
Kombination (v. r. n. l. Speed, Boulder, Lead)
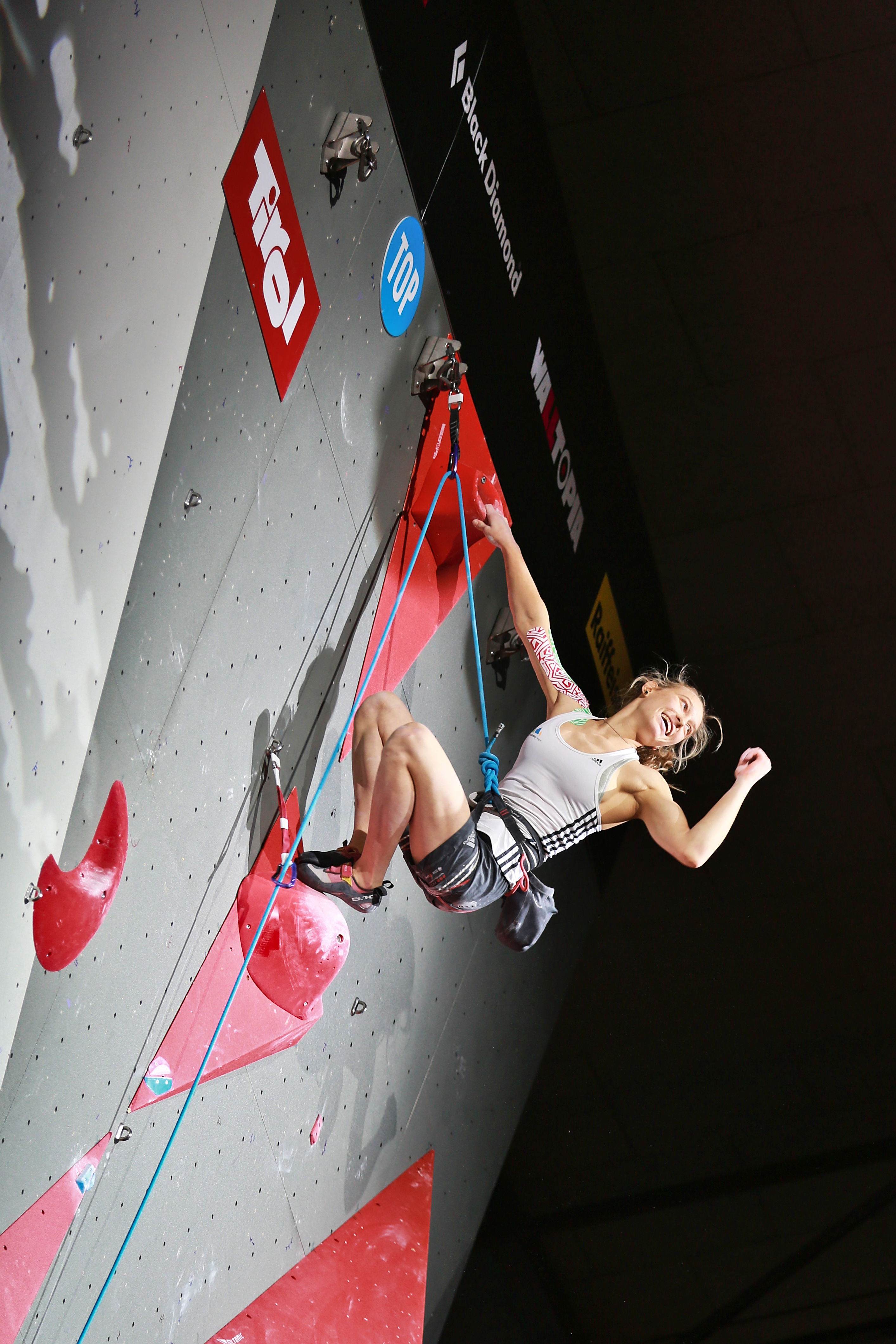
Garnbret erreicht das Top im Lead und gewinnt
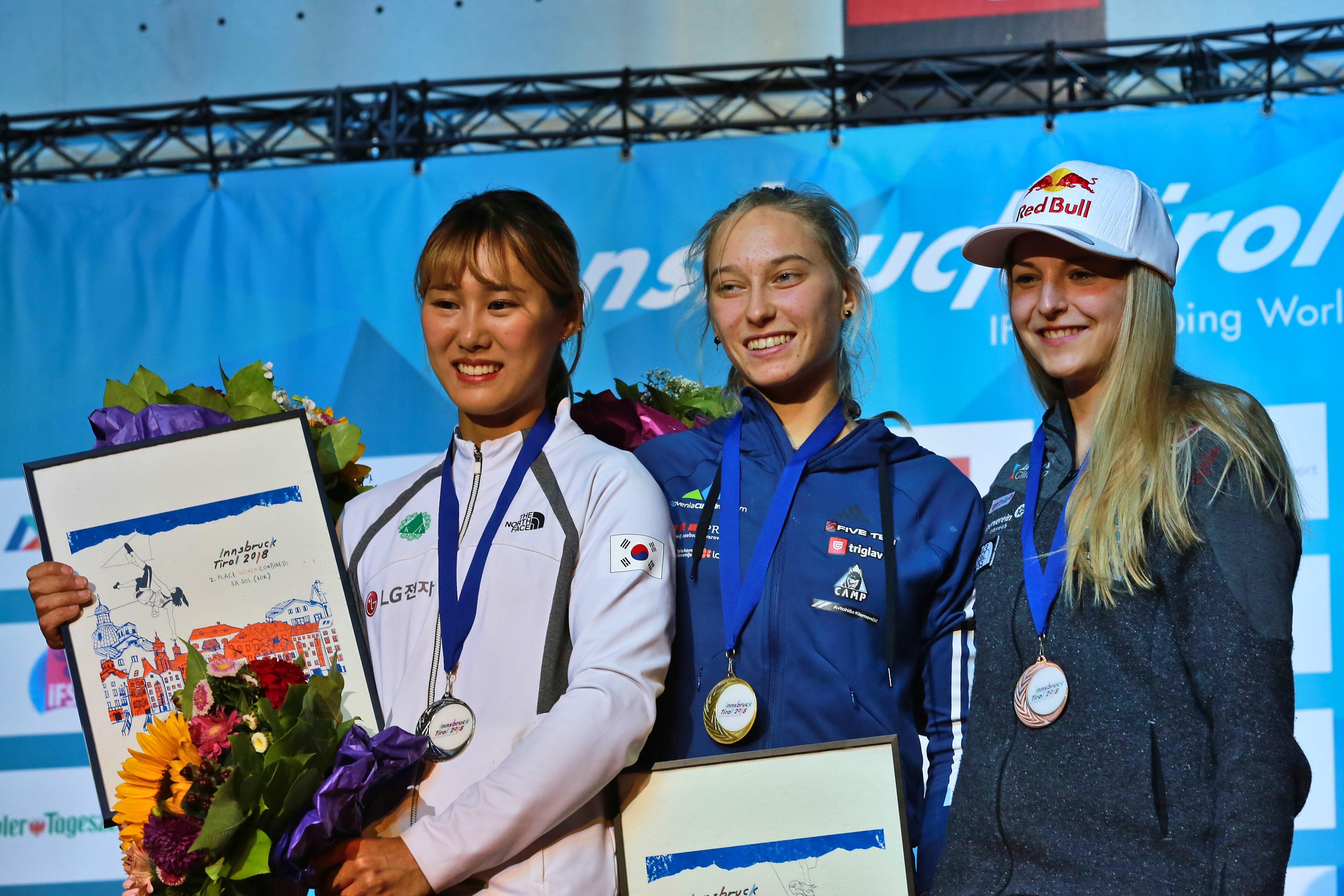
Gewinner bei den Frauen (v. l. n. r. Sa, Garnbret, Pilz)
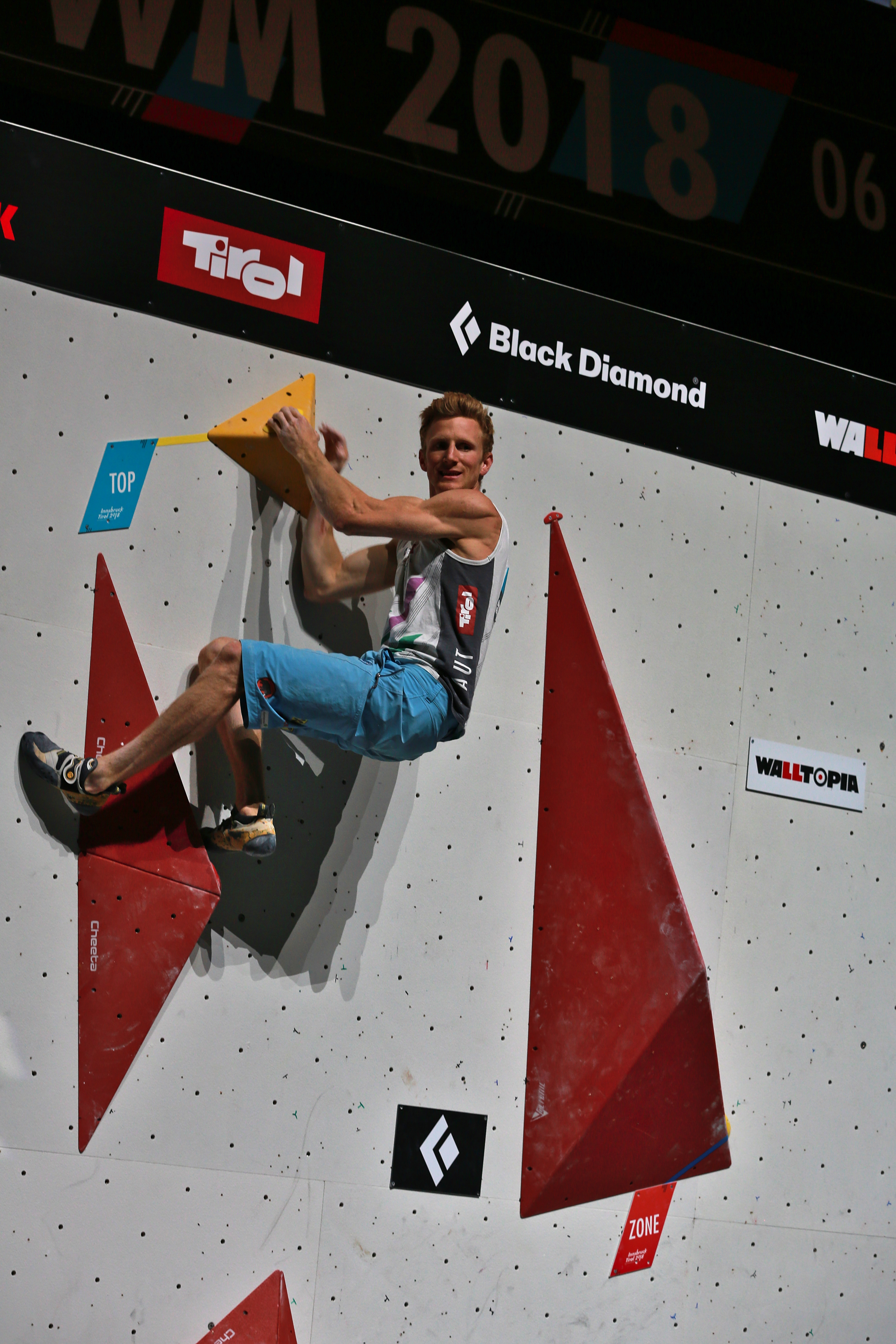
Schubert erreicht das Top eines Boulders
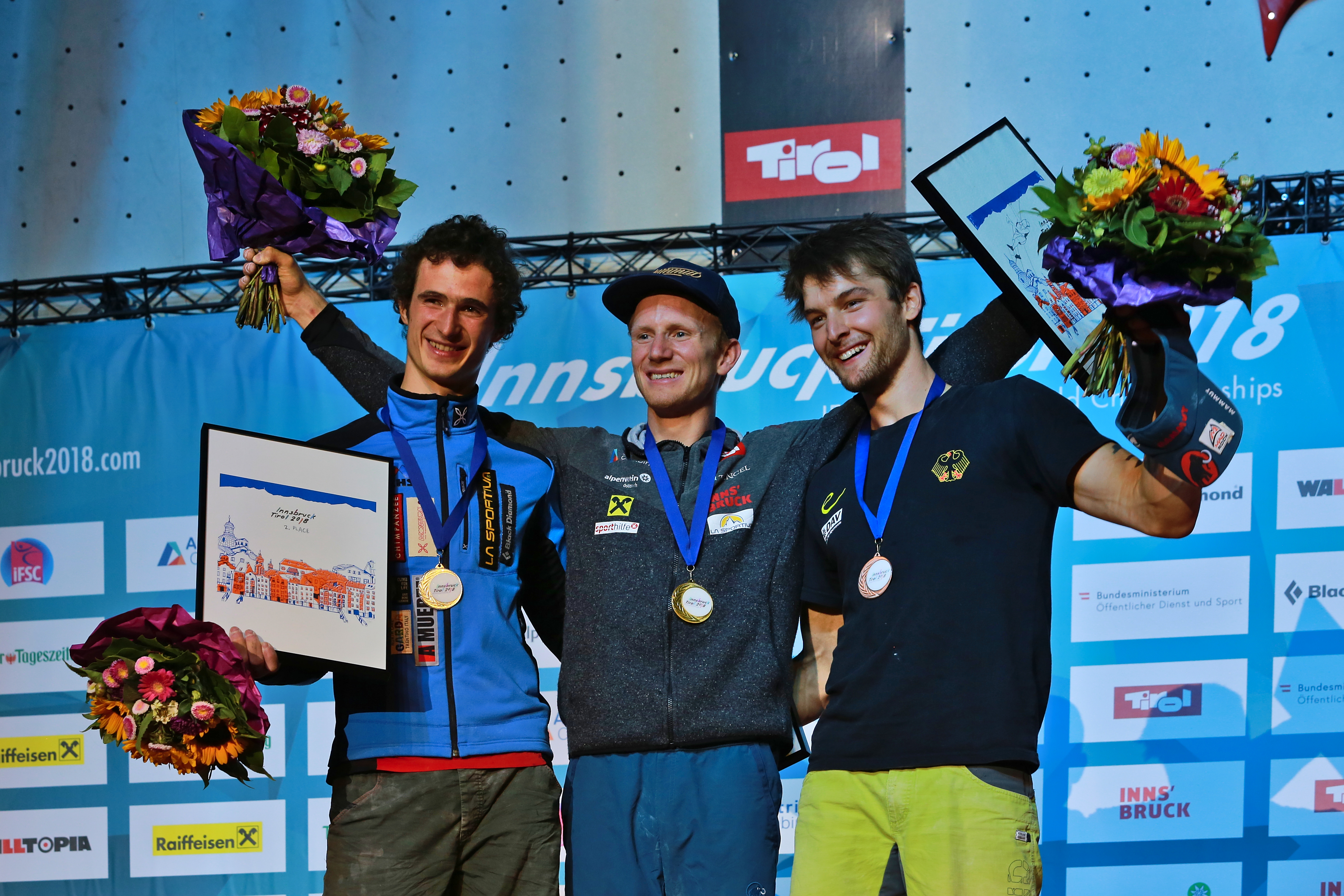
Gewinner bei den Männern (v. l. n. r. Ondra, Schubert, Hojer)

### Medaillenspiegel
| Medaillenspiegel (Lead, Speed, Bouldern und Kombination) | Medaillenspiegel (Lead, Speed, Bouldern und Kombination) | Medaillenspiegel (Lead, Speed, Bouldern und Kombination) | Medaillenspiegel (Lead, Speed, Bouldern und Kombination) | Medaillenspiegel (Lead, Speed, Bouldern und Kombination) | Medaillenspiegel (Lead, Speed, Bouldern und Kombination) |
| Platz                                                    | Land                                                     | Gold                                                     | Silber                                                   | Bronze                                                   | Gesamt                                                   |
| -------------------------------------------------------- | -------------------------------------------------------- | -------------------------------------------------------- | -------------------------------------------------------- | -------------------------------------------------------- | -------------------------------------------------------- |
| 01                                                       | Österreich                                               | 3                                                        | —                                                        | 1                                                        | 4                                                        |
| 02                                                       | Slowenien                                                | 2                                                        | 1                                                        | 1                                                        | 4                                                        |
| 03                                                       | Japan                                                    | 1                                                        | 1                                                        | —                                                        | 2                                                        |
| 03                                                       | Polen                                                    | 1                                                        | 1                                                        | —                                                        | 2                                                        |
| 05                                                       | Iran                                                     | 1                                                        | —                                                        | —                                                        | 1                                                        |
| 06                                                       | Südkorea                                                 | —                                                        | 2                                                        | 1                                                        | 3                                                        |
| 07                                                       | Tschechien                                               | —                                                        | 2                                                        | —                                                        | 2                                                        |
| 08                                                       | Frankreich                                               | —                                                        | 1                                                        | —                                                        | 1                                                        |
| 09                                                       | Deutschland                                              | —                                                        | —                                                        | 2                                                        | 2                                                        |
| 09                                                       | Russland                                                 | —                                                        | —                                                        | 2                                                        | 2                                                        |
| 11                                                       | Serbien                                                  | —                                                        | —                                                        | 1                                                        | 1                                                        |

## Paraclimbing
Beim Paraclimbing treten Sportler mit Behinderungen in verschiedenen Klassen gegeneinander an. Für jeden Wettkampf müssen mindestens sechs Athleten aus vier Nationen registriert sein. Wenn dies nicht der Fall ist, können Kategorien zusammengelegt werden (Merging). Da für die B3-Kategorie zu wenige Registrierungen vorlagen, die Kategorie jedoch auch kein Merging-Ziel hat, entfiel der Wettbewerb.
| Kategorie | Geschlecht | Sieger              | Zweiter                  | Dritter                         |
| --------- | ---------- | ------------------- | ------------------------ | ------------------------------- |
| B1        | Männer     | Koichiro Kobayashi  | Matteo Stefani           | Francisco Javier Aguilar Amoedo |
| B1        | Frauen     | in B2               | in B2                    | in B2                           |
| B2        | Männer     | Justin Salas        | Raul Simon Franco        | Fumiya Hamanoue                 |
| B2        | Frauen     | Abigail Robinson    | Whiteny Pesek            | Tanja Glusic                    |
| B3        | Männer     | –                   | –                        | –                               |
| B3        | Frauen     | –                   | –                        | –                               |
| AL1       | Männer     | in RP1              | in RP1                   | in RP1                          |
| AL1       | Frauen     | in RP1              | in RP1                   | in RP1                          |
| AL2       | Männer     | Thierry Delarue     | Urko Carmona Barandiaran | Albert Guardia Ferrer           |
| AL2       | Frauen     | Lucie Jarrige       | Kate Sawford             | Emily Stephenson                |
| AU1       | Männer     | in AU2              | in AU2                   | in AU2                          |
| AU1       | Frauen     | in AU2              | in AU2                   | in AU2                          |
| AU2       | Männer     | Matthew Phillips    | Trevor Smith             | Maksim Maiorov                  |
| AU2       | Frauen     | Solenne Piret       | Melinda Vigh             | Maureen Beck                    |
| RP1       | Männer     | Alessio Cornamusini | Korbinian Franck         | Nils Helsper                    |
| RP1       | Frauen     | in RP2              | in RP2                   | in RP2                          |
| RP2       | Männer     | Behnam Khalaji      | Nive Porat               | Manikandan Kumar                |
| RP2       | Frauen     | Hannah Baldwin      | Marlène Prat             | Anita Aggarwal                  |
| RP3       | Männer     | Romain Pagnoux      | Michael Cleverdon        | Gregor Selak                    |
| RP3       | Frauen     | Aika Yoshida        | Momoko Yoshida           | Elodie Orbaen                   |